# 아이비 레반
아이비 레반(Ivy Levan, 1987년 1월 20일 ~ )은 미국의 가수이다.